# Monoxenus bicristatus
Monoxenus bicristatus är en skalbaggsart som beskrevs av Stefan von Breuning 1939. Monoxenus bicristatus ingår i släktet Monoxenus och familjen långhorningar.
Artens utbredningsområde är Ghana. Inga underarter finns listade i Catalogue of Life.